# Emmanuel Sarki
Emmanuel Sarki (* 26. prosince 1987, Kaduna, Nigérie) je nigerijsko-haitský fotbalový záložník, který v současné době hraje za klub MKS Myszków. V mládežnických kategoriích reprezentoval Nigérii, na seniorské úrovni reprezentuje Haiti.

## Klubová kariéra
- Rancher's Bees FC (mládež)
- Gray's International FC (mládež)
- Chelsea FC (mládež)
- FK Lyn (mládež)
- Ajax Cape Town FC (mládež)
- Chelsea FC 2006–2010
- →  KVC Westerlo (hostování) 2006–2010
- FC Ironi Ashdod 2009–2011
- Waasland-Beveren 2011–2012
- Wisła Kraków 2013–2016
- AEL Limassol 2016–2017
- Küçük Kaymakli Türk SK 2017–2018
- Partizán Bardejov 2018–

## Reprezentační kariéra

### Nigérie
Nastupoval za nigerijské mládežnické reprezentace U17, U20 a U23.
Zúčastnil se Mistrovství světa hráčů do 17 let 2003 ve Finsku, kde Nigérie vypadla již v základní skupině B. S týmem do 20 let se zúčastnil Mistrovství Afriky U20 v roce 2007 v Republice Kongo, kde mladí Nigerijci podlehli ve finále domácímu výběru 0:1.

### Haiti
Na seniorské úrovni si vybral reprezentaci Haiti, z Haiti pocházel jeho děd.
Emmanuel Sarki debutoval v A-mužstvu Haiti v roce 2014.